# Koninkrijk Lanna
Lanna (Nederlands: één miljoen rijstvelden, Thai ล้านนา) was een koninkrijk in Noord-Thailand rondom de stad Chiang Mai. Het rijk bestond uit verschillende, min of meer onafhankelijke, stadstaten.

## Stichting van het rijk
Het koninkrijk werd gesticht in 1259 door koning Mengrai de Grote, toen die zijn vader opvolgde als leider van het Chiang Saen koninkrijk. In 1262 stichtte hij de stad Chiang Rai als zijn hoofdstad, genoemd naar hemzelf. Het koninkrijk groeide snel door vele lokale Thaise leiders in het gebied onder zijn leiderschap te verenigen en door de annexatie in 1292 van het Mon-koninkrijk Haripunchai: het gebied rond de huidige steden Lampang en Lamphun. In 1296 stichtte hij de stad Chiang Mai als nieuwe hoofdstad van zijn rijk, met behulp van zijn bondgenoten Ngam Muang van Phayao en Ramkhamhaeng van Sukhothai.
Een belangrijke boeddhistische legende die zich afspeelde in de koninkrijken Sukhothai en Lanna, gaat over een witte olifant die met het vermeende schouderbeen van Boeddha de jungle in werd gestuurd en uiteindelijk leidde tot de stichting van de tempel Wat Phrathat Doi Suthep.

## Bloeitijd
De Gouden Eeuw van Lanna was in de 15e eeuw: In 1477 werd het 8e boeddhistische concilie gehouden bij Chiang Mai, dat zich bezighield met het verbeteren van de boeddhistische geschriften. De voorheen onafhankelijke stadstaat Nan, hoofdstad van een Thai Lue volk, werd aan het rijk toegevoegd in 1449.

## Verval
Het verval van het koninkrijk begon in de 16e eeuw en werd ernstiger na de dood van koning Phraya Kaeo in 1526. Er werd gevochten over wie hem zou opvolgen. Sommige koningen werden vermoord; andere werden gedwongen af te treden. Deze politieke instabiliteit nodigde uit tot een inval vanuit Birma. In 1588 moest Lanna zich overgeven en werd het een vazalstaat van Birma. Toen de dynastie van Mengrai in 1578 uitstierf stuurden de Birmezen hun eigen prinsen om Lanna te regeren.
De Thaise koningen van Ayutthaya probeerden diverse keren Lanna te veroveren, omdat de Birmezen daar een bedreiging voor hun land vormden. Zelfs nadat in 1586 koning Naresuan en later in 1662 koning Narai Chiang Mai wisten te bezetten, wisten de Birmezen ze toch korte tijd later weer te verdrijven.
In het begin van 18e eeuw verdeelde Birma het koninkrijk in een noordelijk deel, geregeerd vanuit Chiaeng Saen, en een zuidelijk deel, geregeerd vanuit Chiang Mai. Het noorden werd in wezen ingelijfd door Birma, terwijl het zuiden een vazalstaat bleef.

## Ingelijfd door Siam
Nadat de Birmezen in 1767 Ayutthaya verwoest hadden was koning Taksin vastbesloten om de Birmezen niet alleen te verdrijven uit Siam (Centraal-Thailand) maar ook uit Lanna. In de nacht van 14 februari 1775 viel Chiang Mai in handen van het Thaise leger. Prins Kawila, die Taksin geholpen had bij zijn oorlog in het noorden, werd de eerste koning van Lanna onder Siamese leiding.
Lanna zou hierna nooit meer onafhankelijk worden. In 1877 werd een onderkoning vanuit Bangkok aangesteld, die samen met de koning regeerde. In 1892 werd Lanna formeel geannexeerd door Siam en bestuurd als de Monthon Phayap. De laatste koning van Lanna, Chao Keo Naovarat, had nooit enige werkelijke macht. Na zijn dood in 1939 werd geen opvolger benoemd.
Sukhothai · 
Lanna · 
Ayutthaya · 
Thonburi · 
Rattanakosin · 
Militair bewind · 
Democratie